# Městská autobusová doprava ve Zlíně a Otrokovicích
Městská autobusová doprava ve Zlíně začala fungovat okolo roku 1928 v podání soukromého dopravce Vaculíka, kterého později nahradila společnost Zlínská dopravní. Všechny koncese na provoz autobusové dopravy ve Zlíně postupně odkoupily Baťovy závody. V roce 1949 se Zlín přejmenoval na Gottwaldov a vznikl Dopravní podnik města Gottwaldova, který převzal provoz všech linek MHD ve městě. První nízkopodlažní autobusy standardní byly zařazeny do provozu v roce 1999. První kloubové nízkopodlažní autobusy byly zařazeny do provozu v roce 2002. V roce 2022 bylo v provozu celkem 14 autobusových linek označených čísly 31, 32, 33, 35, 36, 38, 46, 47, 51, 52, 53, 55, 70 a 90 a dvě školní linky 91, 92. Všechny spoje jsou obsluhovány nízkopodlažními vozidly, z nichž je většina vybavena klimatizací.

## Vozový park

### Autobusy
| Obrázek | Typ                        | Modifikace a podtypy       | Dodávky v letech | Počet dodaných | Počet (k 1. 1. 2022) | Poznámka                                                    |
| ------- | -------------------------- | -------------------------- | ---------------- | -------------- | -------------------- | ----------------------------------------------------------- |
|         | Irisbus Citybus 12M        | Irisbus Citybus 12M        | 2001, 2015       | 14             | 1                    | vozy dodané 2015 odkoupeny od Dopravního podniku města Brna |
|         | Irisbus Citybus 18M        | Irisbus Citybus 18M        | 2002–2003        | 7              | 2                    |                                                             |
|         | Irisbus Citelis 10,5M      | Irisbus Citelis 10,5M      | 2010–2012        | 7              | 7                    |                                                             |
|         | Irisbus Citelis 12M        | Irisbus Citelis 12M        | 2005, 2009, 2012 | 5              | 5                    |                                                             |
|         | Irisbus Citelis 18M        | Irisbus Citelis 18M        | 2010             | 1              | 1                    |                                                             |
|         | Iveco Urbanway 12M         | Iveco Urbanway 12M         | 2016–2017, 2021  | 15             | 15                   |                                                             |
|         | Iveco Urbanway 18M         | Iveco Urbanway 18M         | 2017             | 2              | 2                    |                                                             |
|         | Iveco Crossway LE LINE 12M | Iveco Crossway LE LINE 12M | 2021             | 1              | 1                    |                                                             |

### Elektrobusy
| Obrázek | Typ        | Modifikace a podtypy | Dodávky v letech | Počet (k 1. 1. 2022) | Poznámka   |
| ------- | ---------- | -------------------- | ---------------- | -------------------- | ---------- |
|         | Škoda 34BB | Škoda 34BB           | 2020             | 1                    | elektrobus |

### Historické autobusy
| Obrázek | Typ           | Modifikace a podtypy | Vyroben v roce | Počet (k 1. 1. 2022) | Poznámka                                                                     |
| ------- | ------------- | -------------------- | -------------- | -------------------- | ---------------------------------------------------------------------------- |
|         | Škoda 706 RTO | Škoda 706 RTO MEX    | 1959           | 1                    | odkoupen od soukromé osoby z Nymburka v roce 2007                            |
|         | Karosa B 40   | Karosa B 40          | 1959           | 1                    | vlečný vůz neznámého původu                                                  |
|         | Karosa ŠM 11  | Karosa ŠM 11         | 1981           | 1                    | ex DP Praha, odkoupen od soukromé osoby z Nového Města na Moravě v roce 2011 |

### Dříve provozované autobusy
- Ikarus 280 (19 ks)
- Jelcz MEX 272 E (3 ks)
- Karosa Axer 12M C 956 (1 ks)
- Karosa B 731 (52 ks)[5]
- Karosa B 732 (11 ks)
- Karosa B 741 (2 ks)[6]
- Karosa C 734 (2 ks)
- Karosa LC 735 (5 ks)
- Karosa ŠL 11 (3 ks)
- Karosa ŠD 11 (1 ks) + (1 jako zdroj náhradních dílů pro historickou Karosu ŠM 11)[7]
- Renault Citybus 12M (4 ks)
- SOR B 9,5 (10 ks)
- Škoda 706 RO (14 ks)